# Матонго, Джолиди
Джолиди Матонго (англ. Jolidee Matongo; 6 октября 1974, Соуэто, Трансвааль — 18 сентября 2021, ЮАР или Lenasia, Гаутенг) — южноафриканский государственный и политический деятель. Занимал должность мэра Йоханнесбурга с 10 августа 2021 года и до своей смерти 18 сентября 2021 года. Ранее был членом комитета мэра по финансам при своем предшественнике Джефф Махубо, который умер от осложнений COVID-19. Джолиди Матонго был членом Африканского национального конгресса (АНК).

## Личная жизнь
Родился в Соуэто, к югу от Йоханнесбурга, его отец был мигрантом из Зимбабве. Получил диплом в области государственного управления, степень B-Tech в области государственного управления в Университете Южной Африки и диплом о последипломном образовании в области управления в Milpark Education. В 2021 году учился на степень магистра государственного управления в Колледже управления Южной Африки. Жил со своей семьей в Ленэйше.

## Политическая карьера
Стал заниматься политикой в возрасте 13 лет. Был членом Студенческого конгресса Соуэто и Конгресса южноафриканских студентов, прежде чем на восемь лет стал региональным главой по связям с общественностью Африканского национального конгресса. Работал в жилищном управлении города Йоханнесбурга, прежде чем стал заместителем директора по развитию молодежи в муниципалитете.
Также был руководителем аппарата Исполнительного совета Гаутенга. В 2011 году был назначен советником по стратегической поддержке в офисе комитета мэрии по финансам. В течение 18 лет был членом регионального исполнительного комитета АНК в Йоханнесбурге, где работал пресс-секретарем.
В декабре 2019 года был назначен членом комитета мэрии по финансам после избрания Джеффа Махубо мэром, заменив Фунзелу Нгобени из Демократического альянса, который потерпел поражение от Джеффа Махубо в муниципальных выборах. В июле 2020 года отверг обвинения в политической мотивации увольнения членов городских организаций. В апреле 2021 года объявил о новой программе списания долгов для людей, пострадавших от пандемии COVID-19 и пытающихся выплатить свои ипотечные кредиты. В мае 2021 года пообещал увеличить расходы на поселки и поселения Айвори-Парк, Клиптаун и Оранж-Фарм и выделил 19,9 млрд рэндов компании City Power на улучшение инфраструктуры.

## Мэр Йоханнесбурга
Джефф Махубо умер от осложнений COVID-19 в июле 2021 года. 3 августа 2021 года Джолиди Матонго стал одним из трёх кандидатов, чьи имена были представлены региональным исполнительным комитетом АНК для замены Джеффа Махубо на должности мэра. Считался лидером предвыборной гонки. 5 августа 2021 года его кандидатура была официально одобрена национальным руководством АНК.
10 августа 2021 года избран мэром без проведения выборов, поскольку стал единственным кандидатом, выдвинутым на эту должность.

## Смерть
Погиб в автокатастрофе 18 сентября 2021 года. Двигался по автомобильной дороге R553, вместе с ним погибли ещё два человека. Занимал должность мэра Йоханнесбурга чуть больше месяца. Ранее в тот же день провел кампанию в Соуэто с президентом Сирилом Рамафосой и премьером Гаутенга Дэвидом Махурой в преддверии муниципальных выборов, запланированных на 1 ноября 2021 года. Похороны состоялись 21 сентября 2021 года.